# Festival Internacional de Teatro Clásico de Mérida
El Festival Internacional de Teatro Clásico de Mérida es un festival de teatro clásico que se celebra cada año en Mérida, España, durante los meses de julio y agosto en el Teatro Romano de Mérida. Inaugurado como reunión y certamen teatral en 1933, está considerado como uno de los más importantes en su género. 

## Historia
Su origen se remonta al año 1933 con la puesta en escena de la Medea de Séneca, en versión de Miguel de Unamuno con la actriz Margarita Xirgu como protagonista. Tras otra edición en 1934 debido a la tensión política que se vivía en España se suspendió hasta 19 años después, en 1953, cuando se reinició con la representación de la obra Fedra a cargo de una compañía de teatro universitario. En 1954 volvió también el teatro profesional con la representación de un Edipo de Sófocles interpretado por Francisco Rabal.
Entre 2000 y 2005 tomó su dirección el dramaturgo Jorge Márquez, al que sucedió el director de escena Francisco Carrillo, para que desde 2008 hasta finales de 2010 la tuvo Francisco Suárez, pasando luego a Blanca Portillo. El director desde 2012 es el empresario teatral Jesús Cimarro.
Por sus tablas han pasado actores de la talla de Nuria Espert, Concha Velasco, José Luis López Vázquez, Emma Suárez, Ana Belén, Constantino Romero, Blanca Portillo, Carmen Machi, Pepe Sancho, Maribel Verdú, Toni Cantó, Belén Rueda, Luisa Martín, Cayetana Guillén Cuervo,Silvia Abril, Pepe Viyuela, Pepón Nieto, Lolita, Javier Gurruchaga, Aitana Sánchez-Gijón, Emma Ozores o el emeritense Paco Maestre.

## Premios Ceres de Teatro
Los Premios Ceres de Teatro se constituyeron a iniciativa de la dirección del Festival Internacional de Teatro Clásico de Mérida y el Gobierno de Extremadura. Su primera edición fue en 2012 y abarcan una docena de categorías técnicas y artísticas para proyectos teatrales estrenados hasta un año antes del inicio del festival y otras dos categorías dentro del propio festival, el Premio del Público y el Premio de la Juventud.